# Justin.tv

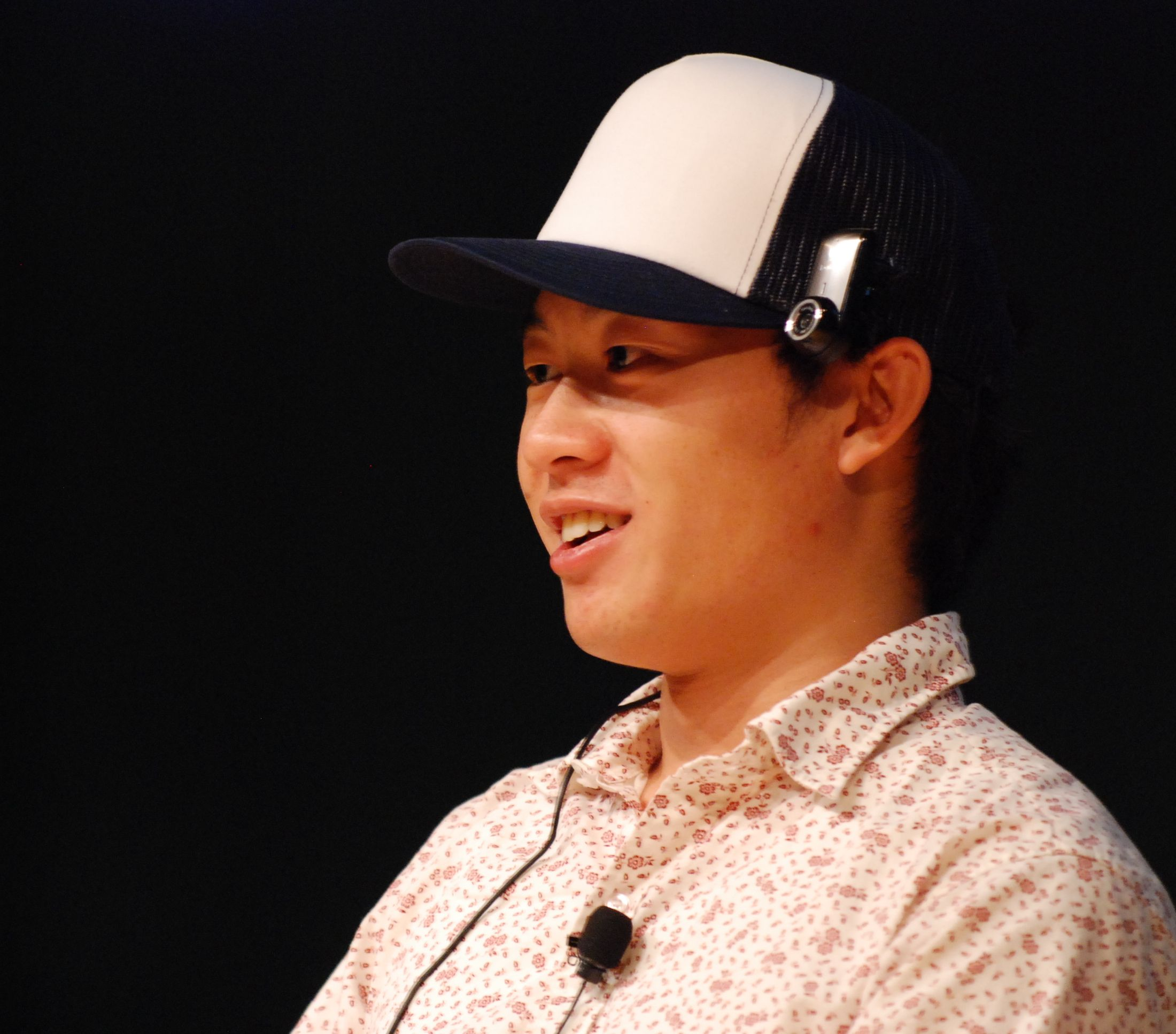
Justin Kan met webcam (boven het oor)

Justin.tv was een onlinevideoplatform dat gelanceerd werd in 2007. 
De site is vernoemd naar een van de oprichters Justin Kan. Aanvankelijk was Justin.tv slechts een enkel kanaal, waarin de oprichter Justin Kan met een aan zijn hoofd gemonteerde webcam zijn leven 24/7 uitzond. Hij introduceerde hiervoor de term lifecasting. Na acht maanden stopte hij met dit experiment en startte als vervolg op dit kanaal een netwerk van meerdere kanalen.
In 2011 werd door Justin.tv de gamestreamingdienst Twitch gelanceerd. Nadat Amazon in augustus 2014 Twitch had overgenomen werden de sites geïntegreerd naar 'Twitch Interactive'.